# Préludes d'avril
Dubnová preludia
Les Préludes d'avril (en tchèque : Dubnová preludia), op. 13, sont une série de quatre préludes pour piano de la compositrice tchèque Vítězslava Kaprálová composée en 1937.

## Contexte et création
Vítězslava Kaprálová commence la composition de ses Préludes d'avril en 1937. Le titre fait référence à la rencontre entre la compositrice et Bohuslav Martinů en avril 1935 et de la découverte du Concerto pour piano no 2 de ce dernier. Les Préludes d'avril sont achevés le 12 septembre de la même année. L'ensemble est dédié au pianiste Rudolf Firkušný en espérant qu'il crée le cycle. Il ne le jouera que le 28 janvier 1940 à Paris. C'est la pianiste Dana Šetková qui fera la création du cahier le 5 octobre 1937, à Prague, à la Société de concert Přítomnost.

## Structure
Le cycle se compose de quatre pièces : 
1. Allegro ma non troppo
2. Andante
3. Andante semplice
4. Vivo

## Analyse
Les quatre préludes sont liés par un motif de cinq notes, mais dont les hauteurs, les rythmes et le tempo varient.

### Allegro ma non troppo
Le premier prélude est de forme ternaire et s'ouvre sur un motif de triolets. Il débute par un effet de bitonalité où le conflit entre la tonalité de fa majeur et la quinte si-fa ne prend fin qu'avec l'accord de treizième de la troisième mesure. La compositrice travaille sur l'impossibilité de dégager une tonalité claire dans les sections de début et de fin, ainsi que sur la tonalité de fa majeur de la partie centrale. Selon Erik Entwistle, la partie centrale comprend un rythme de gigue à la main gauche. Selon Jiří Mucha, il faut surtout souligner la parenté avec le premier thème de la Sinfonietta militaire.

### Andante
Le deuxième prélude, lui aussi de forme A-B-A' donne dès le début le thème principal. Le motif autant que le prélude dans son entier entretiennent une parenté lointaine avec le Lento du Concerto pour piano no 2 de Bohuslav Martinů, ainsi qu'avec Claude Debussy et Maurice Ravel, de façon plus lointaine, dans le thème secondaire. Dans la deuxième partie, où est donnée le second thème, la métrique change à chaque mesure. La coda se déchaîne dans ses doubles croches.

### Andante semplice
Le troisième prélude contraste beaucoup avec le précédent, et l'atmosphère change grandement. La main droite donne le thème unique du prélude, dans la tonalité de fa majeur, tandis que la main gauche descend calmement par mouvement chromatique conjoint. La pièce, contrapuntique, présente tantôt deux, tantôt trois voix, et garde les traces de l'enseignement de Vítězslav Novák. Un meno mosso bref clôt la pièce par une cadence plagale en ré majeur.

### Vivo
Le quatrième prélude s'ouvre sur des notes en croches dissonantes avant de prendre des allures de polka parodique, qui n'est pas sans rappeler la Passacaille Grotesque ou même des danses moraves typiques. Les deux thèmes s'alternent jusqu'à la coda qui se conclut par un accord de la majeur, tonalité qui n'est jamais clairement énoncée dans la pièce.